# Kommandant der Seeverteidigung von Südholland
Der Kommandant der Seeverteidigung Südholland, kurz Seekommandant Südholland, war ein regionaler Küstenbefehlshaber der deutschen Kriegsmarine im Zweiten Weltkrieg mit Sitz in Vlissingen. Er war dem Marinebefehlshaber in den Niederlanden, ab 1943 Kommandierender Admiral in den Niederlanden, unterstellt.

## Geschichte
Nach der deutschen Besetzung der Niederlande im Zweiten Weltkrieg im Juni 1940 setzte die Kriegsmarine den Seekommandanten Südholland ein, der für die niederländischen Küste von etwas südlich Scheveningen bis zur belgischen Grenze verantwortlich war. Im Norden schloss sich der Bereich der Seekommandantur Nordholland an, im Süden der Bereich des Hafenkommandanten Antwerpen.
Im November 1944 gingen Teile des Befehlsbereichs verloren. Deshalb wurde der nördliche Teil des Gebiets der neugeschaffenen Seekommandantur Mittelholland zugeteilt, darunter Hoek van Holland, und die Dienststelle aufgelöst.

## Unterstellte Dienststellen und Verbände

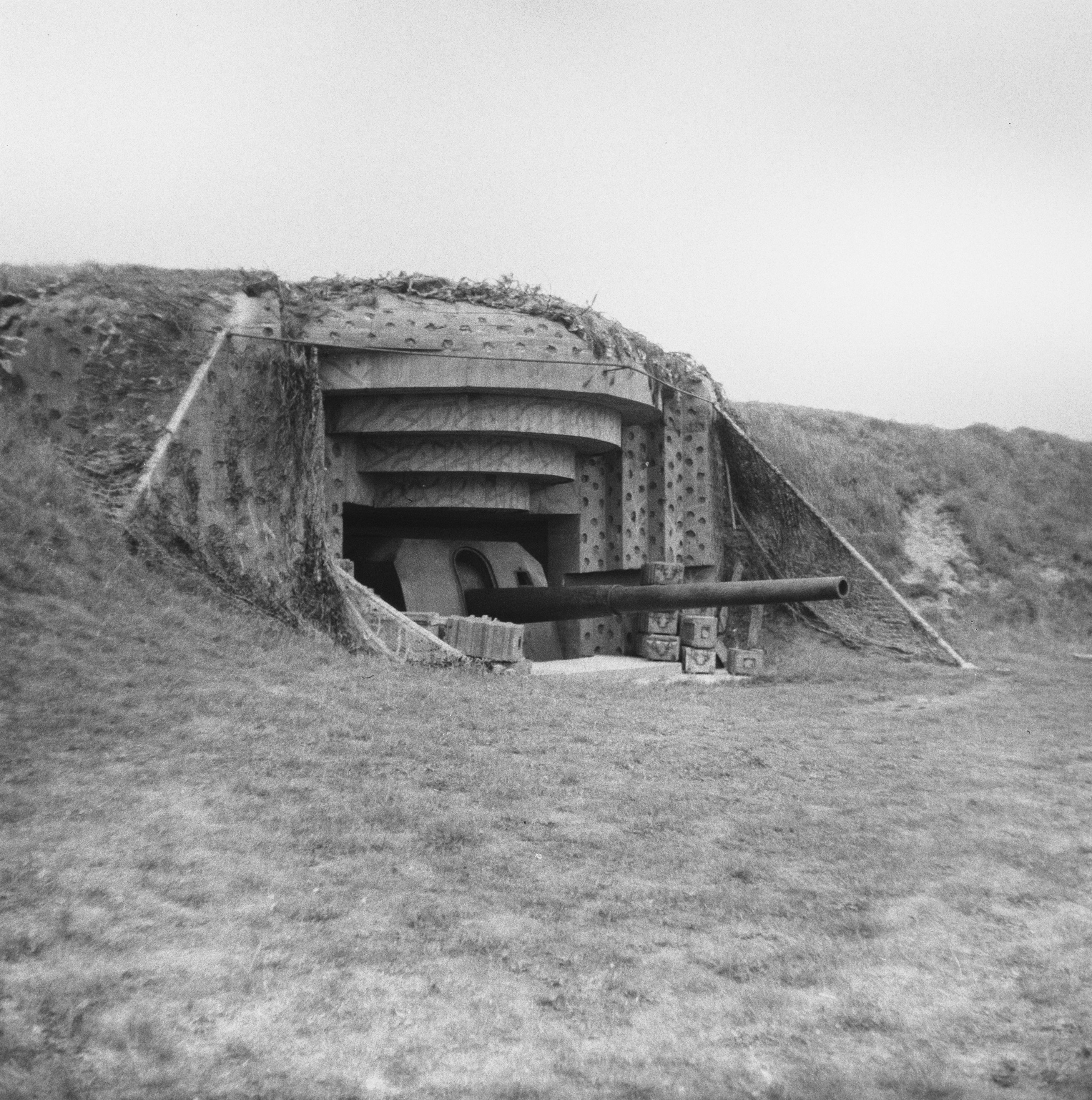
Deutsche Batterie bei Hoek van Holland

Dem Seekommandanten waren folgende Verbände und Dienststellen unterstellt:
- Hafenkommandant Hoek van Holland
- Hafenkommandant Vlissingen
- Hafenschutzflottille Südholland, im Dezember 1941 vom Führer der Motorbootsverbände Niederlande der Dienststelle unterstellt, Anfang 1943 aufgelöst und Einheiten den Hafenkommandanten zugewiesen
- Marineartillerieabteilung 202 (Vlissingen, später Domburg/Walcheren)
- Marineartillerieabteilung 203 (Cadzand)
- Marineartillerieabteilung 205 (Hoek van Holland)
- Marineflakabteilung 703 (bis Oktober 1941, Vlissingen)
- Marineflakabteilung 810 (ab Juli 1941, Vlissingen)
- Marineflakabteilung 813 (ab Februar 1942, Hoek van Holland)

## Seekommandanten
Folgende Offiziere hatten den Dienstposten des Seekommandanten Südholland inne:
- Kapitän zur See Gottfried Mollmann, Juni 1940 – März 1943 (†), ehemaliger Seekommandant des Abschnitts dänische Westküste
- Kapitän zur See Werner Peters, März 1943 – Dezember 1943
- Kapitän zur See Frank Aschmann, Januar – November 1944, später einziger Kommandant der Seeverteidigung Nordfriesland